# 谢普坦维尔
谢普坦维尔（法語：Cheptainville，法語發音：[ʃɛptɛ̃vil] ⓘ）是法国法蘭西島大區埃松省的一个市镇，属于帕莱索区。

## 地理
谢普坦维尔（48°33'0"N, 2°16'5"E）面积7.15 平方千米，位于法国法蘭西島大區埃松省，该省份为法国北部内陆省份，北起上塞纳省和马恩河谷省，西接厄尔-卢瓦省和伊夫林省，南至卢瓦雷省，东临塞纳-马恩省。
与谢普坦维尔接壤的市镇（或旧市镇、城区）包括：吉布维尔、阿夫兰维尔、拉尔迪、于尔普瓦地区马罗勒、圣弗兰。

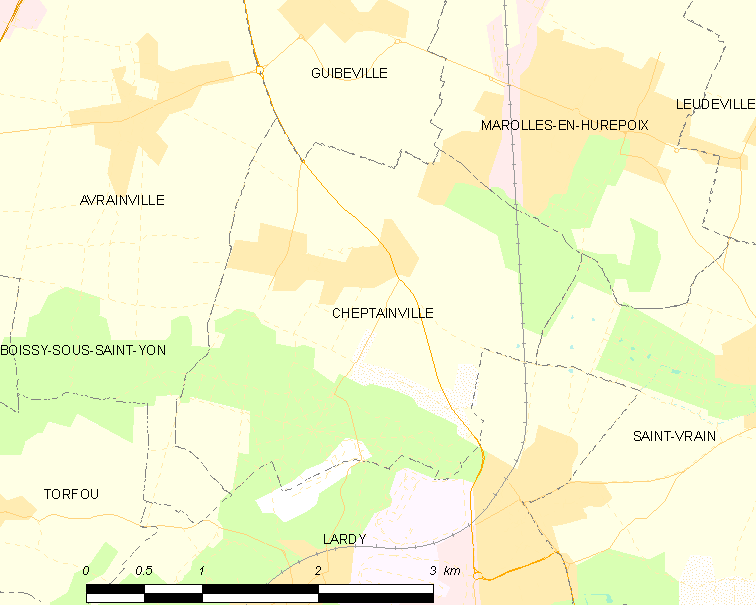
谢普坦维尔的OSM定位图

谢普坦维尔的时区为UTC+01:00、UTC+02:00（夏令时）。

## 行政
谢普坦维尔的邮政编码为91630，INSEE市镇编码为91156。

## 政治
谢普坦维尔所属的省级选区为阿尔帕容县。

## 人口

1962-2008年间谢普坦维尔人口变化图示

谢普坦维尔于2022年1月1日时的人口数量为2212人。